# Up Helly Aa

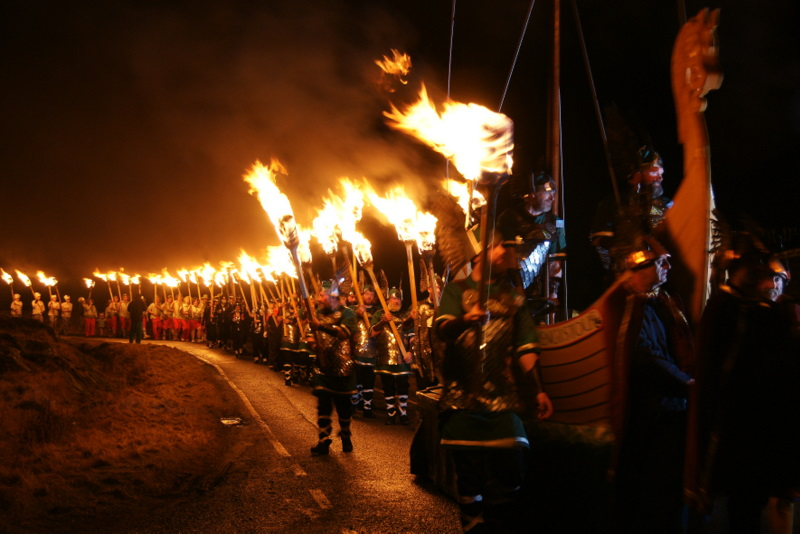
Processie van de guizers tijdens Up Helly Aa in 2010

Up Helly Aa is een festival dat elk jaar ’s winters in diverse plaatsen op de Shetlandeilanden gehouden wordt. Het volksfeest is een viering van de Noordse cultuur van de eilandbewoners, die afstammelingen van de Vikingen zijn, en is een traditie die in haar huidige vorm uit de jaren 1880 stamt. Het hoofdfestival vindt in Lerwick plaats op de laatste dinsdag van januari en bestaat uit feestelijkheden van een dag lang met optochten van mensen in Vikingkledij en eindigt met de nachtelijke verbranding van een houten schip. De daaropvolgende woensdag is op Shetland een officiële feestdag. Up Helly Aa is wellicht het grootste vuurfestival van Europa.

## Geschiedenis
De oorsprong van de naam Up Helly Aa is niet helemaal duidelijk; hij kan misschien gedeeltelijk uit het Oudnoords komen, waarbij het Engelse ‘up’ hier in de ouderwetse betekenis van ‘einde’ gebruikt wordt (vergelijk het Nederlandse ‘op’ in de zin van ‘uitgeput’). Het einde van de joelperiode, dat in het Nederlands Driekoningen heet, werd in het Engels in de 15de eeuw ‘Uphaliday’ genoemd, en in 1774 werd het in Schotland ook onder die naam gevierd.. In de 19de eeuw was het een traditie dat de jongemannen in de Shetlands vaten met brandende teer door de straten droegen, hetgeen gepaard ging met luid lawaai van hoorns en trommels; dit werd echter door de overheid verboden, waarop in 1880 een geïnstitutionaliseerde versie van het feest in het leven werd geroepen. Een speciaal comité benoemde anno 1882 het eerste hoofd van de guizers; dit is een traditie die verwant is met de Zuid-Engelse mummers. Sedertdien wordt de hoofdguizer gedurende het feest als de jarl van Shetland beschouwd. Hij draagt steeds een Vikingkostuum met helm en schild, en is de leider van de processie. De jarl wordt vergezeld van een eskadron, het Guizer Squad.

## Verloop

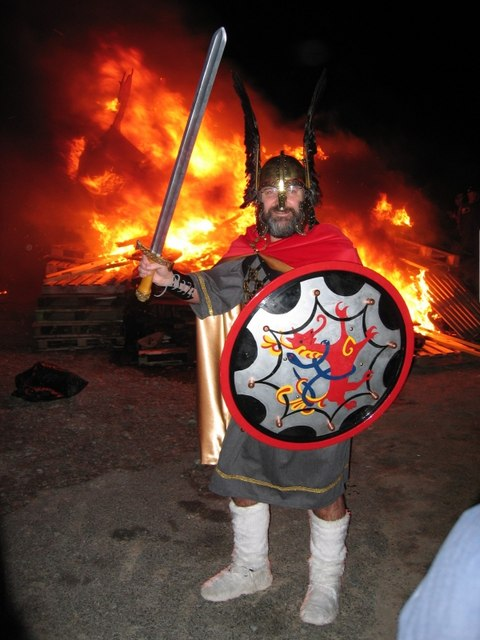
Een jarl anno 2005

’s Ochtends om zes uur wordt — en dit reeds sedert 1899 — een plakkaat aan het kruis op de Grote Markt in Lerwick opgehangen; aanvankelijk stonden hierop instructies voor de guizers, maar in de loop der jaren werden er vooral grappen en satirische opmerkingen op geschreven.
Omstreeks half negen marcheren de guizers door Lerwick en gaan ontbijten. Vervolgens stappen ze naar het kruis en lezen het plakkaat. In de loop van de dag worden de guizers op het stadhuis ontvangen, en later brengen ze gezamenlijk een bezoek aan het Shetland Museum. De processie van de guizers wordt vergezeld door zang en muziek; er bestaan verschillende officiële liederen ter gelegenheid van Up Helly Aa.
Omtrent zeven uur ’s avonds worden alle lichten in Lerwick gedoofd; door de hoge breedtegraad van de Shetlands is het in januari dan reeds nacht. Ongeveer 900 mensen steken dan hun fakkels aan en begeleiden de guizers naar de locatie waar het schip in brand gestoken wordt.
Tijdens Up Helly Aa trekt Lerwick traditiegetrouw een groot aantal bezoekers. Naast Lerwick bestaan gedurende de winter nog verschillende kleinere Up Helly Aa-festivals, verspreid over de Shetlands, die soms zelfs nog in maart plaatsvinden.